# 林惠祥
林惠祥（1901年6月1日—1958年2月13日），福建晋江（今泉州市石狮市蚶江镇）人，亦設戶籍於臺灣台北，中国人类学、民族学开拓者与奠基人之一，擅长民族田野调查，20世纪上半叶曾经就台湾原住民、东南亚马来人进行调查，也是厦门大学最早的一批毕业生和教师、厦门大学人类学博物馆和人类学专业的创始人和奠基人。

## 生平

### 家族背景
其曾祖父林恭瞻（1792－1873）是清朝的明经进士，高祖林宽宝（1816－1860）在鸦片战争前后最早来到臺灣鹿港，从事航海贸易，家道颇为殷实，但是年仅44岁就去世。高祖的胞弟林岳亭带领五个孩子迁居台湾繁衍，还曾在戴潮春事件中因军功受赏。后来，林惠祥祖父林信羽（1844－1870）带着胞弟林哲焙和两个儿子渡台迁居鹿港，但是不幸早逝。夫人纪为娘在丈夫去世后单独抚养孩子，清宣统元年（1909年）被诰授“旌节孝”。林惠祥的父亲林敏方（一名林毓鉴，见下文）出生于1869年，由母亲抚养长大。林家世代在台湾行商，家眷留在泉州，这时已经家道中落。甲午战争后台灣割讓給日本，台湾民众改隶日籍，林父因此具有日本国籍。:246-248

### 早年求学
1901年5月3日，林惠祥出生于福建省晉江縣莲棣乡（今石狮市蚶江镇莲东村）。林父長子早殇，得此子而格外高兴。出于闽台贸易需要日语的考虑，林父将林惠祥带到日本人创办的福州东瀛学堂，后以全班第一名的成绩毕业。在校期间他不仅成绩优异，还阅读了很多旧小说，后来自己回忆道“中文进步颇速，盖全由此”。虽然日本校长横尾广辅对他极为赏识，引荐他到日本商行工作，但他婉拒了这一要求。此后他认识了一位擅长古文的新同学，他在家一边学习古文一边研习英文，并最终考入英语授课的青年会中学。一学期结束后，他在班级里名列前茅，但觉得学校进度太慢，且父亲经营困难，因而退学自学，父亲颇为惋惜。此后，横尾广辅推荐他回母校东瀛学堂教汉文，又劝说他赴日留学，并愿意联系臺北板桥林氏予以资助，但林惠祥出于民族自尊心拒绝了这些邀请。不久，林父见福州商业萧条，遂回到了台湾，林惠祥在臺北给富商记账。:249
在福州時參加了1919年《台湾文艺丛志》第八期徵文，發表自己歷史學第一篇論文《韓信論》，被選為首名，自言：“余以此益自负，常着一领旧长衫，往福州城内旧书肆，选购旧板古诗文集。”

### 学教厦大
1920年，他在远嫁菲律宾的表妹的建议下，来到马尼拉亲戚开的米厂任书记，平时自学社会学。一年后听闻陈嘉庚创办厦门大学免除学膳费用，自菲律宾回国，但是由于回国太晚考试逾期且补考数理不合格，最初只能做旁听生，一学期后转为特别生，两年后转入社会学系，1926年毕业，是当年该系唯一一名毕业生，畢業證書編號為第一號。在校期间曾两次获得甲等奖金，并兼厦门中华中学史地教员。毕业后留校任教，任厦门大学预科教师。1927年在厦门大学国学院风潮后辞去职务，自费到菲律宾大学人类学系深造，师从美国考古学与民族学家拜耶。1928年提前毕业回国，被聘为厦门大学文学院特约著作员，由于陈嘉庚生意遇到困顿，厦门大学的经费受到压缩，同时蔡元培在南京准备组建中央研究院，遂应召到南京入中央研究院民族学组任助理员。:249-251

### 调查原住民
1929年，父亲林毓鉴在台北病逝，葬于台北西北面的观音山，蔡元培为其父作挽语“典范犹在”。蔡元培身兼中央研究院院长和民族组长，让他在奔丧期间调查台湾原住民（当时称番族）。林惠祥化名林石仁，以中華民國護照装扮成商人渡海奔丧。期间深入台灣東部山区，调查台北圓山遺址和台湾原住民民俗。同年7月到达台北，25日调查台北南面的泰雅人乌来社，8月12日到台北市北面的圆山考察石器时代遗迹，后到台北西南角板山继续调查泰雅人，8月23日启程自台北到台东，台东西北的卑南人和邻近的阿美人，北上花莲考察泰雅族诸番社，于9月11日回到台北；9月14日自台北南下彰化县濁水溪畔的二水鄉，访问邵人水社。在台东时，他曾向日本警方请求到兰屿上调查雅美人，日方怀疑其是中国间谍并跟踪守候，但由于林没有原路返回遂无事。1930年，林惠祥回国后在上海出版《台湾蕃族之原始文化》，为中國人在台灣原住民研究的第一部系统著作。同年因为与凌纯声不和离开中央研究院，返回母校厦门大学，任人类学社会学系教授兼任历史社会系主任。1935年，后来，中研院历史语言研究所由广州迁至北平并设有人类学组，于是林惠祥又从上海来到北京，升为中央研究院专任研究员，并再次前往台湾开展调查。1937年夏天，自费到福建西部考察，发现当地新石器时代遗址。:250-251, 254-256

### 南洋避难
1937年卢沟桥事件后，抗日战争全面爆发，沿海的厦门危若累卵，林惠祥携带自己精心收藏的人类学藏品举家先是迁移鼓浪屿，出于担心厦门沦陷后会被强逼为汉奸，后又前往英屬香港。1938年1月初，新加坡政府博物馆召开第三届远东史前学国际大会，林惠祥於是前往新加坡，初到新加坡时苏门答腊的苏东中学来聘，但林心念新加坡的图书馆和博物馆可供研究而拒绝，随后获得新加坡南洋女子中学教员聘约，举家迁至新加坡，薪酬收入只有在厦门时的四分之一，又开始卖稿以补贴家用。1939年，林惠祥接到马来亚槟城锺灵中学聘约出任教务长总理（校内最高职务，等同校长）。同年得知抗日前线士兵没有冬衣，在南洋发起“寒衣捐”，得到了徐悲鸿的支持。据林惠祥本人回忆，1940年后陈嘉庚因为同情中国共产党与中國國民黨政府关系恶化，国民党在南洋组织反陈，自己是厦门大学毕业，國民黨方面认定他反对国民党，故受解约。据女儿林华明描述，由于学生卷入马来亚反共的政治事件，亲国民党的锺灵中学董事会勒令林开除涉事学生，林没有听从，校董会遂于1941年3月解聘林惠祥。失业后林惠祥回到新加坡，妻子和幼子也因为饥寒成疾在同年病逝。12月太平洋战争爆发，随后日本占领新加坡。日占期间，林拒绝了日本人提出的工作聘约，日本人在当地高薪聘请语言人才，但林既不认日本籍也不愿意为日本人做事。当时台湾人已经被认作日本国籍，很多台湾人借日本人的威势在新加坡欺压华人，林不愿意和台湾人一起欺压華人而报了福建籍。后又因为收入原因迁居半岛内地务农为生，迁居时密不告人，最终熬过了三年半的日占时期。1945年，陈嘉庚自爪哇返回新加坡，林惠祥遂受雇于陈嘉庚。

### 二战以后
二战结束后，林惠祥出任陈嘉庚的秘书，参加陈嘉庚所著《南侨回忆录》《大战与南侨》等书的编辑出版工作。1947年返回国内，出任任厦门大学历史系教授。解放前拒绝了国民党从政的邀请，并且对学生表示反对内战，1949年毛森调来厦门，在厦门战役前夕逮捕了林惠祥，后解放军释放了监狱囚犯。1949年12月出任厦门市归国华侨联合会筹备委员会主任委员，历任厦门大学历史系教授兼主任、海疆资料馆馆长、南洋研究所副所长、人类博物馆馆长。1951年，将毕生搜集的石器时代至近代人类学文物和藏书全部捐献国家，提议设立厦门大学人类博物馆。1953年起任新设立的厦门大学人类博物馆馆长，徐悲鸿为其题馆名。1956年起任厦门大学副博士研究生导师。1957年加入中国共产党，后被选为厦门市人大代表、福建省政协委员。1958年2月13日，未及完成论文就因为脑充血逝世，享年56岁，骨灰葬于厦门大学内五老山。他在生前一直提议厦门大学设立人类学系和人类研究所，这一心愿到1984年才得以实现。

## 国籍
根据《自传》，林惠祥的父亲在臺灣获得日本国籍，当时日本国籍认定依照血缘，因此他们家也获得了日本国籍，但是由于他家虽然在台湾经商但是家眷都在泉州，父亲没有在泉州家乡设台湾籍，所以就有了中日双重国籍。其父还参加过清末清政府在福州官办的“自治研究所”，并在宣统元年（1909年）毕业。他入学的东瀛学堂最初属于台湾公会，后来改归日本台湾总督府直辖。在东瀛学堂校长横尾广辅的引介下，他曾就担任台湾公会的副书记，负责台侨事务，不久福州市民抵制日货，林惠祥因为不满台湾公会长对集会民众的浪人般的粗暴举动辞去公会工作。到厦门大学求学时，适逢五四运动，在同学渐染下遂决心放弃日本国籍，改作中国福建人。当时台湾人放棄日本国籍比较困难，林惠祥在校期间多次向父亲祈求都无果，于是自行决定片面放弃。到菲律宾留学时，在海关全以中国人自称，同时担心自己暴露而改变英文名字并只用英文的简称。到台湾奔丧时，便以中国护照入境台湾。此后林就一直坚持只有中国国籍而不再承认自己的日本国籍。

## 学术成就
林惠祥为从1927年到去世一共为后人留下了18部专著和70多篇论文，其著作对于中国人类学发展有着开创性意义。主要著作有《台湾蕃族之原始文化》、《风标本物说》、《世界人种志》、《民俗学》、《神话论》、《文化人类学》、《中国民族史》等。林本人重视考古发掘和民族调查，先后发现厦门新石器时期遗址，参与发掘泉州唐代墓葬，指导福建西部武平新石器时期遗址研究，多次发现龙岩、长汀、晋江、闽侯等地新石器和印纹陶，并调查厦门港渔民习俗和惠安女长住娘家风俗，论述石锛和印纹陶与百越的关联，指出闽南地区长住娘家是母系到父系过渡期的遗留。在南洋避难期间研究南洋民族民俗，著有《苏门答腊民族志》等有关南洋的考古、民族论著，并发现了马来亚旧石器遗址。
在中央研究院的李亦园看来，林惠祥对于一般人类学最大的贡献是其1934年的著作《文化人类学》，自出版以来就成为各大院系的人类学教材，至80年代都台湾各大高校所常用，许多概念和术语因此书而普及，如妇女地位讨论部分观念已经接近现代观念。林惠祥不仅仅擅长田野调查与考古发掘，也精通中国民族发展历史。其《台湾蕃族之原始文化》是中国科学家开展台湾原住民研究的开始，也是戰后众多中国学者在台湾研究的前驱。他提出了当时称为古越族和南洋马来族关系，现在归纳为南岛民族的关联，认为南岛民族起源于华南和中南半岛以北的假说并加以证明。此外，他在台湾圆山遗址开始从事考古发掘，对于华南考古学、台湾考古学和马来西亚史前考古学有着开创性工作，他还将将有段石锛和印纹陶视为中国东南及台湾新石器文化的标志。他在研究之外，热心栽培、悉心教育，将自己毕生收藏尽数捐赠，身后留下了厦门大学人类博物馆，为厦门大学人类学系和人类研究所的建立奠定基础。
林惠祥在历史学领域倡导历史学和相邻领域学术方法的融合，利用历史学的方法研究人类学，在西方学术理论基础上引入了人类学、历史学、考古学等多学科方法，为历史学研究开创了新方法和新思路。在民族史方面，将中国民族史区别于中国通史，综合各方观念，首次提出了关于中国民族分类的“两重分类法”以“历史上的分类”和“现代的分类”。李亦园评价其《中国民族史》既有历史的轨迹，又有现代的族群观念，开创了当代中国民族系统系统分类的先河，对于当代民族分类颇有影响。